# Martin Maul
Martin Maul (ca. 1654 – 7. juli 1727 på Christianshavn) var en dansk officer.
Martin Maul, som på dansk ofte kaldes Morten Berntsen Muhle, stammer fra Oldenburg. Han kom i dansk tjeneste 1672 og gjorde som fyrværker felttogene med for Wismar og i Skåne 1675-76 og havde i forvejen gjort et felttog med i Elsass. Fra 1677 var han som løjtnant ved Fyrværkerkammeret med i resten af krigen. Efter den forblev han ved Tøjhuset, også efter at han var blevet kaptajn 1684. Han fik kompagni ved Christianshavns Vold 1687, men da det blev opløst 1689, blev han igen fastansat ved Tøjhuset. 1691 fik han kompagniet i Kastellet, men ombyttede det otte dage efter med det på Christianshavn, for at han kunne være nærmere ved hånden, når kongen "maatte behage ham noget at anbefale enten med Ridser eller andet, som ogsaa for de kongelige Prinsers Information". Han blev major 1693, oberstløjtnant 1700, chef for Danske Artillerikorps og oberst til fods 1703, brigader 1710 samt oberst af artilleriet 1716, hvorved han fik rang som generalmajor til fods. Samme år var han designeret til at kommandere feltartilleriet. 1727 søgte og fik han sin afsked på grund af svagelighed og døde otte dage derefter, 7. juli, i sin gård på Christianshavn og blev begravet i Helsingør i den Arentzenske familiebegravelse.
Maul har gjort sig fortjent som konstruktør, idet en mængde af Land- og Søetatens skyts er konstrueret af ham. Han gjorde også adskillige opfindelser på krigsfyrværkeriets område, men var ej ret heldig med dem.
Maul var tre gange gift: 1. med Anna Wilster, en datter af felttøjmester, oberstløjtnant Johan Jacobsen Wilster. Efter hendes død ansøgte han om at måtte ægte hendes søster Dorthea, men da det afsloges, rejste han med hende til Tikøb og lod sig der 10. januar 1698 vie til hende. Efter tilbagekomsten til København blev han sat i arrest i Kastellet, dog i mildt fængsel, idet alle måtte besøge ham undtagen hans hustru. Ægteskabet blev erklæret ugyldigt af en kommission ved Konsistorium og han stillet for en overkrigsret, hvis dom dog ikke kendes. Efter tre måneders arrest blev han sat på fri fod, men hans hustru sendt til Bornholm, hvor hun 1700 ægtede kaptajn A. Dilleben. 3. gang var han gift med Charlotte hedevig Arentzen, en søster til generalløjtnant Ezechias Levin von Arentskiold. Hun døde i Rendsborg 5. august 1746.